# Tor Halvorsen
Tor Halvorsen (* 24. November 1930 in Skien; † 4. November 1987) war ein norwegischer Gewerkschafter und Politiker der Arbeiderpartiet (Ap). Er war zwischen 1973 und 1974 der Umweltminister und anschließend bis 1976 der Sozialminister seines Landes. Von 1977 bis 1987 war er Vorsitzender des norwegischen Gewerkschaftsdachverbandes Landsorganisasjonen i Norge (LO).

## Leben
Von 1946 bis 1952 arbeitete Tor Halvorsen in einer Schuhfabrik in Skien. Anschließend war er bis 1961 als Installateur tätig. In den Jahren 1961 bis 1968 war er oberster Gewerkschaftsfunktionär beim Aluminiumproduzenten Norsk Hydro. Bis 1969 fungierte er als Distrikssekretär für die Telemark beim Arbeidernes Opplysningsforbund (AOF). In der Zeit von 1969 bis 1973 war er schließlich als Sekretär bei der Landsorganisasjonen i Norge (LO) tätig.
Halvorsen war zwischen 1963 und 1971 Mitglied im Kommunalparlament von Skien. Bei der Parlamentswahl im Jahr 1961 verpasste er den Einzug in das norwegische Parlament Storting. Am 16. Oktober 1973 wurde er bei der Regierungsbildung zum Umweltminister in der Regierung Bratteli II ernannt. Am 16. April 1974 übernahm er zunächst vertretungsweise für die an Krebs erkrankte Sonja Ludvigsen auch das Amt als Sozialminister. Am 6. September 1974 gab er schließlich sein Amt als Umweltminister auf und wechselte vollständig ins Sozialministerium. Er blieb bis zum Abgang der Regierung Bratteli II am 15. Januar 1976 Minister.
Anschließend kehrte er zu seinem Posten als Sekretär bei der LO zurück. Im Jahr 1977 wurde er schließlich der Vorsitzende des Verbands. Er behielt diese Stellung bis zu seinem Tod im November 1987. Zwischen 1971 und 1983 war er zudem der Vorsitzende des AOFs.